# Александровский сельский совет (Гребёнковский район)
Александровский сельский совет (укр. Олександрівська сільська рада) — входит в состав
Гребёнковского района
Полтавской области
Украины.
Административный центр сельского совета находится в 
с. Александровка.

## Населённые пункты совета
- с. Александровка
- с. Высокое
- с. Есаульщина
- с. Павловщина
- с. Семаки